# 키르기스 증권거래소
키르기스 증권거래소(KSE, 키르기스어: Кыргыз Фондулук Биржасы, 러시아어: Киргизская фондовая биржа)는 키르기스스탄 비슈케크에 소재한 증권거래소이다. 1994년에 설립되었다.